# Zacisze (Słupca)
Pour les articles homonymes, voir Zacisze.
Zacisze (prononciation : [zaˈt͡ɕiʂɛ]) est un village polonais de la gmina de Słupca dans le powiat de Słupca de la voïvodie de Grande-Pologne dans le centre-ouest de la Pologne.
Il se situe à environ 10 kilomètres à l'est de Słupca (siège de la gmina et du powiat) et à 74 kilomètres à l'est de Poznań (capitale régionale).
Le village possédait une population de 51 habitants en 2006.

## Histoire
De 1975 à 1998, le village faisait partie du territoire de la voïvodie de Konin.

Depuis 1999, Zacisze est situé dans la voïvodie de Grande-Pologne.